# Richard Ravalomanana
Richard Ravalomanana (14 de diciembre de 1959) es un político y militar retirado malgache que se desempeñó como presidente interino de Madagascar y presidente del Senado de Madagascar entre el 27 de octubre y 16 de diciembre de 2023. Algunos medios de comunicación han dicho que Ravalomanana fue colaborador de Andry Rajoelina.

## Biografía
Después de muchos años de experiencia militar, fue nombrado comandante de la Gendarmería en 2012. Se desempeñó como Asesor Especial del presidente Andry Rajoelina para Asuntos de Seguridad Nacional de 2022 a 2023. Inmediatamente después de que Herimanana Razafimahefa fuera destituido por unanimidad de su cargo de presidente del Senado mediante una sesión especial del Senado el 12 de octubre de 2023, se celebraron elecciones para presidente del Senado. En la elección para Presidente del Senado, Ravalomanana fue elegido Presidente del Senado con 15 votos a favor y 3 abstenciones.
El 27 de octubre de 2023, el Tribunal Constitucional dictaminó que los poderes presidenciales deben ser ejercidos por el presidente del Senado y Ravalomanana asumió el cargo de presidente interino.
El 16 de diciembre de 2023, Richard Ravalomanana dejó el cargo de presidente, ya que Andry Rajoelina regresó a su cargo.